# Kapela Sv. Križa u Ludbregu
Kapela Sv. Križa u Ludbregu je rimokatolički sakralni objekt na području župe Presvetog Trojstva u Ludbregu u Varaždinskoj županiji. Još se naziva i kapelom čuda, jer se u njoj dogodilo čudo Svete Krvi Kristove 1411. godine.

## Počeci kapele
Kapela Sv. Križa nalazi se u starom ludbreškom gradu, danas dvorac Batthyány u centru Ludbrega. Stari ludbreški grad i kapela su nastali u 12. stoljeću. To se prepoznaje po brojnim gotičkim fragmentima u dijelovima zidova. Grad i kapela promijenili su brojne vlasnike. U 13. stoljeću, to su bili slavonski vojvode, od kojih je posljednji bio Koloman, brat hrvatsko-ugarskog kralja Bele IV. Nakon njegove smrti, gospodario je plemićki rod Cer, zatim Paližne.

## Euharistijsko čudo Svete Krvi Kristove 1411. godine
U kapeli u ludbreškom starom gradu, dogodilo se čudo 1411. godine. Jedan svećenik slavio je svetu misu. Za najvažnijeg dijela, svećenik je posumnjao u istinitost tvrdnje, kako on nakon pretvorbe u rukama drži pravo Tijelo Isusovo, a u kaležu pravu Krv Isusovu. Dospijevši do dijela svete mise gdje se Sveta Hostija lomi u tri dijela, svećenik je opazio, da se u kaležu nalazi prava svježa krv. Silno zbunjen i prestrašen neočekivanim događajem, brzo je spremio kalež sa Svetom Krvlju iza oltara i završio svetu misu. Svećenik je tek na samrti, podijelio tajnu s drugima. Papa Julije II. (1503. – 1513.) za vrijeme svog pontifikata, dva je puta slao svoje legate u Ludbreg kako bi detaljno istražili događaj. Spomenuti legati preslušali su mnogo ljudi koji su tvrdili, da su uslišani i ozdravili od mnogih bolesti, ali prihvaćene su izjave samo nekolicine. Radilo se o neshvatljivim čudesnim ozdravljenjima od raznih bolesti i tjelesnih povreda. Ozdravljeni su tvrdili kako su, kada su zatajile sve ljudske mogućnosti i nije više bilo nade u ozdravljenje, učinili zavjet Presvetoj Krvi Isusovoj u Ludbregu, i nakon toga zdravlje im se vratilo. Papa Julije II. i sam je želio vidjeti tu rijetku relikviju, te je ona otpremljena u Rim. Zbog duljine istrage i ispitivanja čudesnih događaja i ozdravljenja, papa nije uspio završiti istragu, ali je redigirao sadržaj bule kojom je dozvolio javno štovanje relikvije. Njegov nasljednik, papa Leon X., prihvativši odredbe svog prethodnika, izdao je tu bulu pod svojim imenom 12. ožujka 1513., odobrivši javno štovanje relikvije Svete Krvi Isusove nastale euharistijskim čudom u Ludbregu. Relikviju je Leon X. u svečanoj procesiji nosio Rimom, a zatim ju je zajedno s bulom vratio u Ludbreg.

## Kapela za vrijeme obitelji Batthyany
Ludbreški stari grad i vlastelinstvo kupili su Adam i Eleonora Batthyany 1695. godine. Nad starom su tvrđavom podigli toranj sa zvonom. Njihov unuk Adam i njegova supruga Terezija Ileshazy pozvali su slikara Michaela Pecka, da napravi freske u kapeli Sv. Križa. Prikazao je prizore iz predaje o čudu Krvi Kristove, događaj samoga čuda tijekom Pretvorbe na oltaru i prizor, gdje papa Leon X. vodi procesiju noseći ulicama Rima relikviju sv. Krvi. U 18. stoljeću, maknut je toranj i dograđen je treći kat dvorca te iznad kapele podignuta velika kupola oslikana prizorima Presvetog Trojstva i četvorice evanđelista. U sredini kapele, bio je križ visok tri metra s korpusom u veličini čovjeka, uvedene su bogato izrezbarene klupe. Uz glavni oltar bila su još tri. U kapeli je bio kapelan, koji je morao znati njemački jezik, kako bi propovijedao vlasteli i vojnicima, koji su bili i stranci. Do Velikog četvrtka 1785. godine, u kapeli se nalazila relikvija Svete Krvi Kristove u pokaznici, koju je darovala bečka grofica Eleonora Strattmann, a izradio ju je Caspar Riss von Rissenfels iz Augsburga. Od 1785. pokaznica s relikvijom se nalazi u župnoj crkvi Presvetog Trojstva u Ludbregu, jer je župnik Filip Sever nije želio vratiti nakon procesije. Trajala je duga parnica, a habsburški car je presudio u korist župnika. Od tada je kapela gubila na važnosti. 

## Vandalizam
Svete mise su se služile sve do 1945. godine. Tada je lokalna vlast zatvorila kapelu za javnost. Zapovijedili su jednom lokalnom zidaru, pod prijetnjom smrću, da cijelu kapelu okreči te slike i ukrase prekrije bijelom bojom, što je on i učinio. Major JNA i vojnici su porušili sve oltare, iscijepali ih i spalili, a to se dogodilo i s velikim raspelom i skupocijenim klupama. Dvije skulpture anđela s oltara su bačene u obližnju rijeku Bednju. Za nekoliko dana, ti isti vojnici su se kupali u Bednji i utopili se. Iskopan je i kameni pod u kapeli. U kapelu se uselila JNA i bila u njoj do 1953. godine. Tada kapela postaje skladište tekstilne industrije «Varteks» iz Varaždina. 

## Od 1989. do danas
Kapela je otvorena za javnost 1989. godine prilikom posjeta papinskog nuncija msgr. Gabrijela Montalva. Od 1990. godine, ponovno se služi sveta misa, kada je kapela i blagoslovljena. Obnavljaju se freske. Umjesto uništenog izvornog oltara, u kapeli se sada nalazi obnovljeni oltar posvećen sv. Ivanu Krstitelju.
HRT je 2011. snimio dokumentarno-igrani film Čudo u Ludbregu na temu čuda u ovoj kapelici.

## Unutarnje poveznice
- Relikvija Krvi Kristove iz Ludbrega
- Svetište Predragocjene Krvi Kristove u Ludbregu
- Crkva Presvetog Trojstva u Ludbregu
- Ludbreg

## Vanjske poveznice
- Službene stranice Svetišta Predragocjene Krvi kristove  Arhivirana inačica izvorne stranice od 18. rujna 2020. (Wayback Machine)